# Acció Directa
|  | Aquest article tracta sobre el grup radical francès. Si cerqueu la teoria política, vegeu «acció directa». |

Acció Directa (AD), en francès Action Directe, va ser un grup armat autònom francès que practicava la guerrilla urbana. Realitzà una sèrie d'atemptats i assassinats a l'Estat francès durant els anys 1980. Va ser fundat el 1977 de la unió de dos grups d'esquerra radical, els Grups d'Acció Revolucionària Internacionalista (GARI) i els NAPAP (Noyaux Armés pour l'Autonomie Populaire), amb l'objectiu d'aconseguir la «coordinació políticomilitar del moviment autònom».

## Història
El 1979 es va transformar en una organització de guerrilla urbana i va realitzar atacs sota la bandera de l'antiimperialisme i la defensa del proletariat. El grup va ser prohibit pel govern francès l'agost de 1982. El 1984 es va aliar l'organització armada alemanya Fracció de l'Exèrcit Roig (RAF), sota l'estratègia d'«unió dels revolucionaris d'Europa Occidental».
El grup va ser l'expressió a França d'un corrent que es reivindicava marxista i que afirmava que les accions armades eren un mitjà legítim de combatre un règim considerat opressiu. Durant els anomenats «anys de plom», nombrosos grups van reprendre les idees anarquistes de la «propaganda pels fet»: la RAF, les Brigades Roges a Itàlia, l'Exèrcit Roig Japonès, l'Organització Revolucionària 17 de Novembre a Grècia, els Weather Underground als Estats Units o les Cèl·lules Comunistes Combatents a Bèlgica.
Acció Directa va ser responsable de més de 50 atacs, tals com un assalt amb metralladores a l'edifici de la seu de la patronal francesa a París l'1 de maig de 1979 i atacs a edificis governamentals, de l'exèrcit, companyies en complexos industrial-militars i, fins i tot, de l'estat d'Israel. També van dur a terme robatoris o «expropiacions proletàries» i assassinats, entre ells el de l'enginyer militar René Audran (responsable de les vendes d'armes del govern francès) el 1985 i el de Georges Besse, president de l'empresa Renault el 1986.
El 21 de febrer de 1987, els principals membres d'Actió Directa, Jean-Marc Rouillan, Nathalie Ménigon, Joëlle Aubron i Georges Cipriani, van ser arrestats i més tard condemnats a cadena perpètua. Régis Schleicher havia estat prèviament arrestat el 1984.